# Olios darlingi
Olios darlingi is een spinnensoort uit de familie van de jachtkrabspinnen (Sparassidae).
De wetenschappelijke naam van de soort werd in 1901 als Sparassus darlingi gepubliceerd door Reginald Innes Pocock.